# 御嵩駅
御嵩駅（みたけえき）は、岐阜県可児郡御嵩町中（なか）にある名古屋鉄道広見線の駅。駅番号はHM10。同線の終着駅である。

## 概要
駅自体は御嵩町中（1955年の合併前は可児郡中町）にあるが、道路の反対側から住所が御嵩町御嵩に変わる。現在は普通電車が1時間あたり2本程度運行されているのみだが、昭和時代は新名古屋方面からの直通特急・高速・急行も運行されており、平成に入ってからも、朝と平日の夕方から夜に犬山･名古屋方面（主に中部国際空港ゆき）へ直通する電車（4両編成）があった。
2008年（平成20年）6月29日のダイヤ改正により、当駅から発車する電車はすべて2両編成の新可児止まりとなり、午前10時以降の運行列車はワンマン化された。なお、当駅ではmanaca（相互利用ICカード）は使用できない。
この駅は名鉄全駅で最も標高が高い場所に位置している（2001年以降。それ以前は谷汲駅や八百津駅、美濃駅など、この駅より標高の高い場所に位置する駅が存在した）。
当駅から蒲郡駅間が、上飯田駅-蒲郡駅間と並んで名鉄全区間通じて最高額の運賃となる（2024年現在2050円）。

## 歴史
当駅は御嵩町中心部への旅客専用駅として設けられたため、かつて運行していた亜炭の貨物列車は引き続き御嵩口駅（当駅開業前は御嵩駅と呼称）から発着した。
- 1952年（昭和27年）4月1日：開業。
- 2008年（平成20年）6月29日：無人化[2]。
- 2009年（平成21年）
  - 3月：駅舎改修工事を実施し、4月1日より御嵩町観光案内所としてオープン。同時に駅南の駐車場の無料貸し出しも開始。ただし切符の委託販売は行われていない。
  - 5月16日：7000系が臨時列車として2000年（平成12年）3月以来9年振りに当駅に入線。7月5日と7月20日にも団体列車として入線。
  - 6月28日・7月2日：御嶽宿の雰囲気に似合うように、駅舎の修理と塗り替えを実施。
- 2011年（平成23年）5月15日：かも1グランプリin御嵩の開催に伴い、臨時に駅係員を配置。

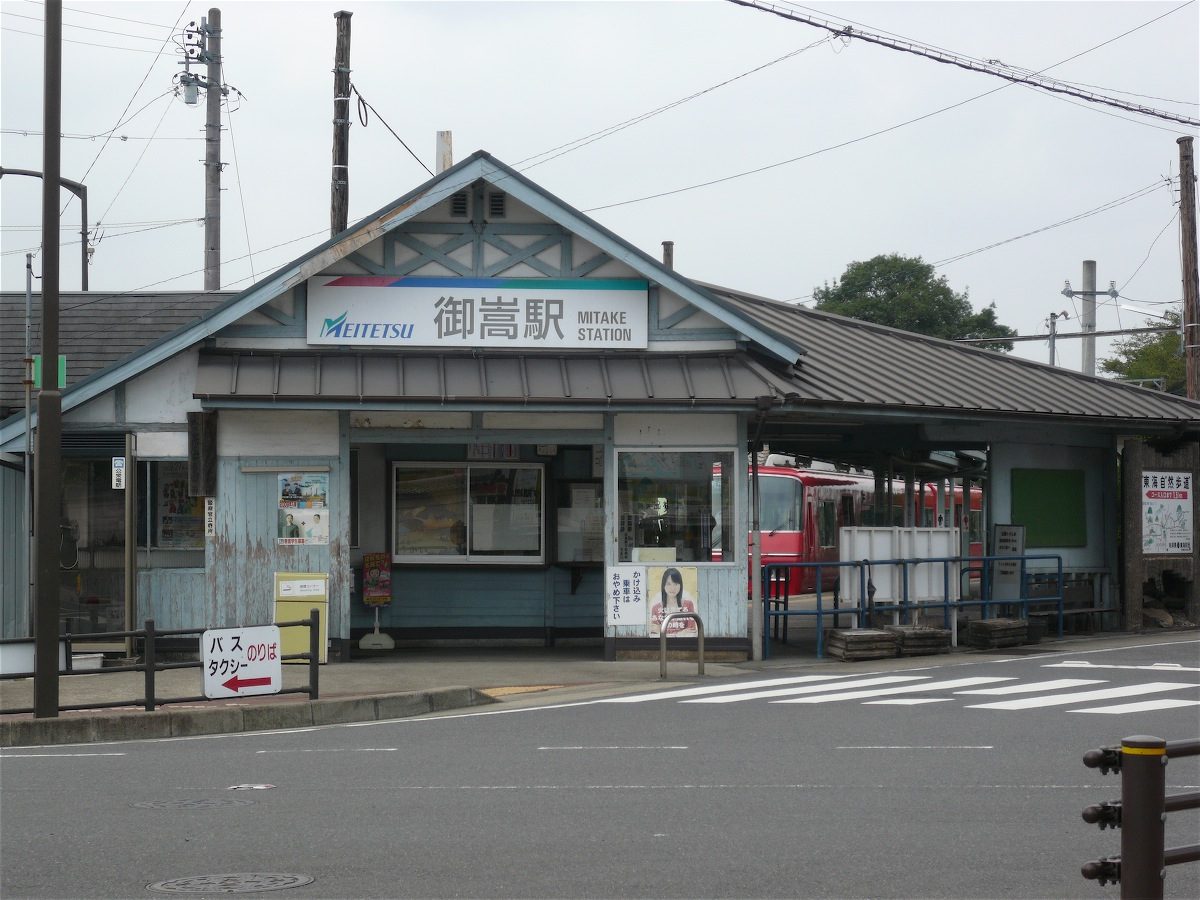
駅員配置時代の駅舎（2007年）
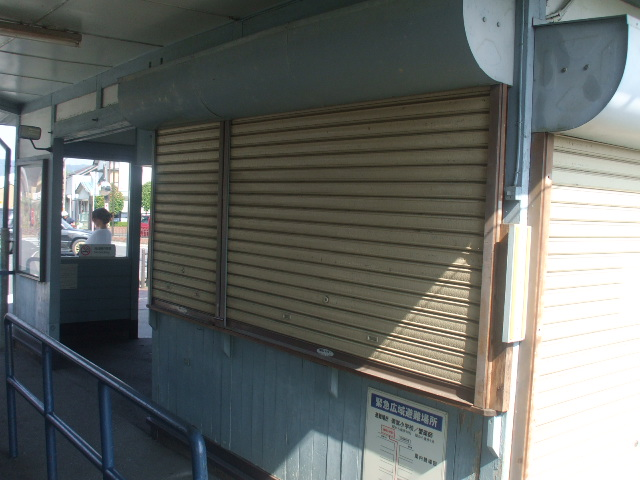
無人化後閉鎖された窓口 (2008年)

## 駅構造
駅舎は三角屋根の木造平屋。無人化後、窓口跡は2009年4月から観光案内所として使われているが、2020年以降はコロナ禍により営業休止となっている。
行き止まりのプラットホーム1面1線で、4両の電車が停車できる無人駅である。かつては1面2線だった。新可児駅まで交換設備はなく、留置線もないため、当駅へ来た電車は行き先を新可児行きに変更し、そのまま折り返して行く。
当駅での夜間滞泊は設定されていない。このため、始発列車は新可児方面から回送され、最終列車とその1本前の列車も、到着後に新可児駅まで回送されている。
犬山駅管理の無人駅。駅集中管理システムについては導入されていないため、自動券売機は設置済みだが、自動改札機・自動精算機は設置されておらず、名鉄の他の無人駅とは別形式となっている。故障時などに使うインターホンは犬山駅につながる。
ただしワンマン運転の列車であっても新可児駅 - 当駅間の途中駅とは異なり、到着時にはすべてのドアが開けられる。無人化当初は切符回収箱はなかったが、折り返し間合い時間が短い運転士の負担を軽減するためもあり、現在は旧改札の柵に取り付けられた。ただし、到着前の車内放送では、先頭車両最前扉から下車する様に案内されるため、先頭車両最前扉から下車する旅客に対しては、車内で乗車券の回収を行う。
改札内にトイレがある。
2010年10月15日発売のfengから出たADVゲーム「星空へ架かる橋」の原作ゲーム中に主人公が最初に転校して降り立つ山比古駅のモデルとなった。ただし、作品内容は御嵩町と直接関係があるものではない。
| 路線                      | 行先       |
| ------------------------- | ---------- |
| HM 広見線（新可児〜御嵩） | 新可児ゆき |

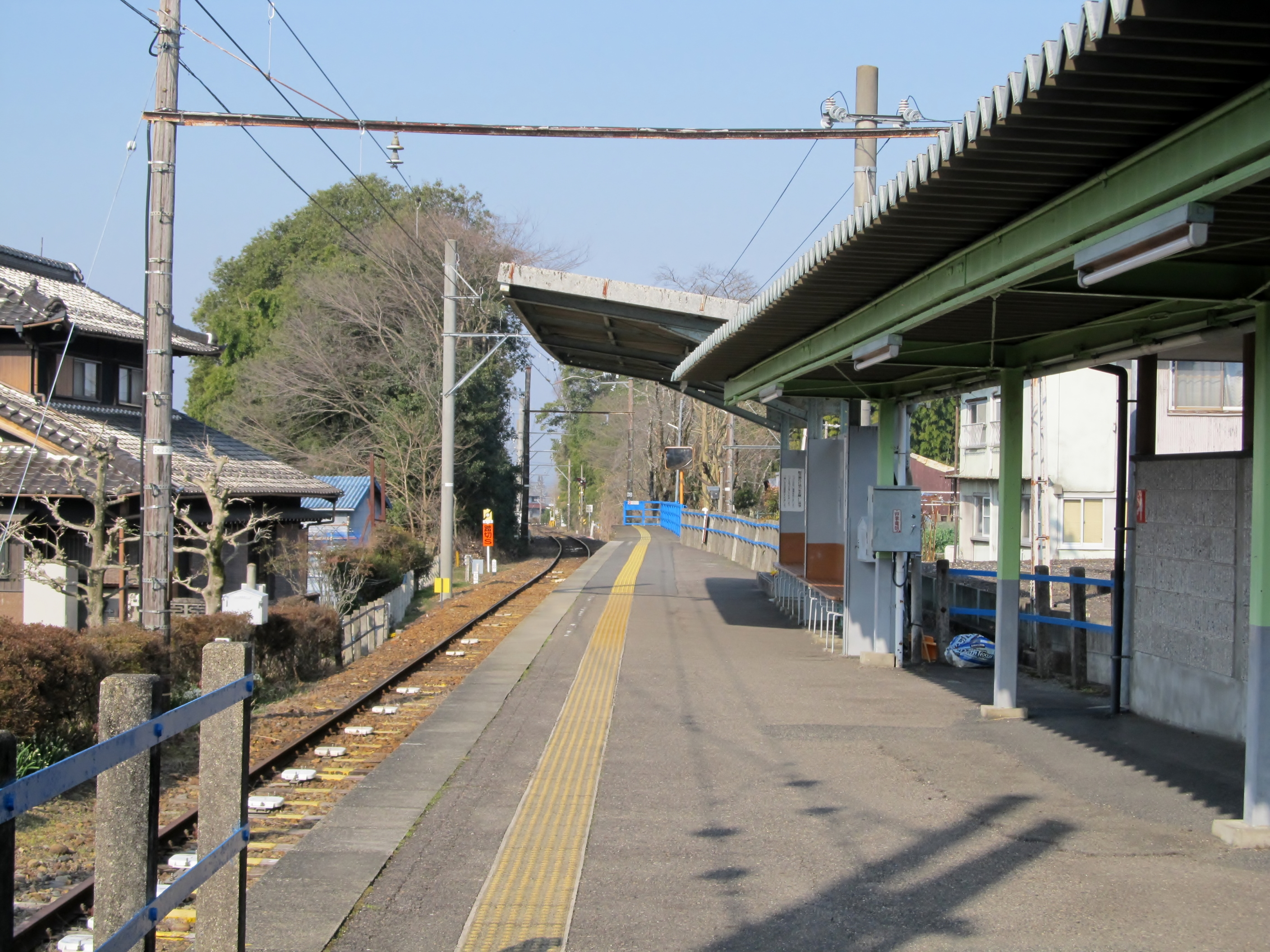
ホーム
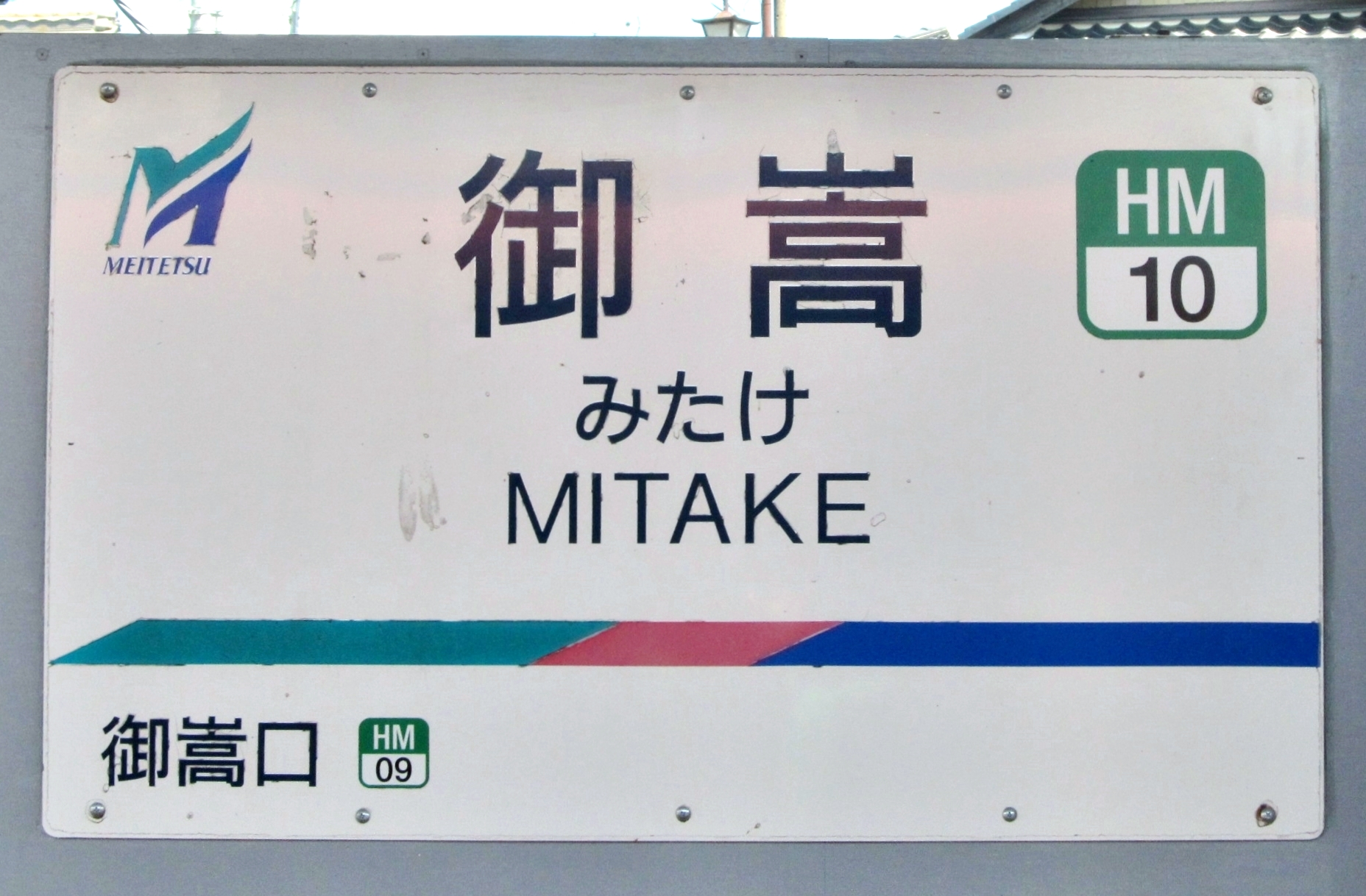
駅名標

### 配線図
| ← 新可児方面 | 御嵩駅 構内配線略図 |  |
| 凡例 出典:   |                     |  |

## 利用状況
- 『名鉄120年：近20年のあゆみ』によると2013年度当時の1日平均乗降人員は1,311人であり、この値は名鉄全駅（275駅）中206位、広見線（11駅）中6位であった[8]。
- 『名古屋鉄道百年史』によると1992年度当時の1日平均乗降人員は2,929人であり、この値は岐阜市内線均一運賃区間内各駅（岐阜市内線・田神線・美濃町線徹明町駅 - 琴塚駅間）を除く名鉄全駅（342駅）中145位、広見線・八百津線（16駅）中5位であった[9]。

『岐阜県統計書』『御嵩町統計書』および名鉄広見線活性化協議会の資料、名鉄の移動等円滑化取組報告書によると、年間乗車人員、年間乗降人員、一日平均乗降人員の推移は以下の通りである。
| 年                 | 年間統計 | 年間統計 | 一日平均 乗降人員 | 備考          |
| 年                 | 乗車人員 | 乗降人員 | 一日平均 乗降人員 | 備考          |
| ------------------ | -------- | -------- | ----------------- | ------------- |
| 1955（昭和30）年度 | 431453   | 859251   |                   | [ 10 ]        |
| 1956（昭和31）年度 | 459219   | 917818   |                   | [ 11 ]        |
| 1957（昭和32）年度 | 507443   | 1011416  |                   | [ 12 ]        |
| 1958（昭和33）年度 | 522872   | 1049951  |                   | [ 13 ]        |
| 1959（昭和34）年度 | 520161   | 1038651  |                   | [ 14 ]        |
| 1960（昭和35）年度 | 549713   | 1101123  |                   | [ 15 ]        |
| 1961（昭和36）年度 | 548382   | 1098092  |                   | [ 16 ]        |
| 1962（昭和37）年度 | 566909   | 1141323  |                   | [ 17 ]        |
| 1963（昭和38）年度 | 579357   | 1177391  |                   | [ 18 ]        |
| 1964（昭和39）年度 | 603932   | 1229688  |                   | [ 19 ]        |
| 1965（昭和40）年度 | 633579   | 1278504  |                   | [ 20 ]        |
| 1966（昭和41）年度 | 623398   | 1251372  |                   | [ 21 ]        |
| 1967（昭和42）年度 | 635066   | 1274532  |                   | [ 22 ]        |
| 1968（昭和43）年度 | 624305   | 1253422  |                   | [ 23 ]        |
| 1969（昭和44）年度 | 636591   |          |                   | [ 24 ]        |
| 1970（昭和45）年度 | 642000   |          |                   | [ 25 ]        |
| 1971（昭和46）年度 | 612000   |          |                   | [ 26 ]        |
| 1972（昭和47）年度 | 617000   |          |                   | [ 27 ]        |
| 1973（昭和48）年度 |          | 1213000  |                   | [ 28 ]        |
| 1974（昭和49）年度 |          | 1290000  |                   | [ 28 ]        |
| 1975（昭和50）年度 |          | 1269000  |                   | [ 28 ]        |
| 1976（昭和51）年度 |          | 1245000  |                   | [ 28 ]        |
| 1977（昭和52）年度 |          | 1207000  |                   | [ 28 ]        |
| 1978（昭和53）年度 |          | 1245000  |                   | [ 28 ]        |
| 1979（昭和54）年度 |          | 1228000  |                   | [ 28 ]        |
| 1980（昭和55）年度 |          | 1202000  |                   | [ 28 ]        |
| 1981（昭和56）年度 |          | 1163000  |                   | [ 28 ]        |
| 1982（昭和57）年度 |          | 1063000  |                   | [ 28 ]        |
| 1983（昭和58）年度 |          | 1020000  |                   | [ 28 ]        |
| 1984（昭和59）年度 |          | 1009000  |                   | [ 28 ]        |
| 1985（昭和60）年度 |          | 1026000  |                   | [ 28 ]        |
| 1986（昭和61）年度 |          | 1011000  |                   | [ 28 ]        |
| 1987（昭和62）年度 |          | 1010000  |                   | [ 28 ]        |
| 1988（昭和63）年度 |          | 1046000  |                   | [ 28 ]        |
| 1989（平成元）年度 |          | 1066000  |                   | [ 28 ]        |
| 1990（平成02）年度 |          | 1101000  |                   | [ 28 ]        |
| 1991（平成03）年度 |          | 1085000  |                   | [ 28 ]        |
| 1992（平成04）年度 |          | 1053000  | 2929              | [ 28 ] [ 9 ]  |
| 1993（平成05）年度 |          | 1019000  |                   | [ 28 ]        |
| 1994（平成06）年度 |          | 1004000  |                   | [ 28 ]        |
| 1995（平成07）年度 |          | 1005000  |                   | [ 28 ]        |
| 1996（平成08）年度 |          | 994000   |                   | [ 28 ]        |
| 1997（平成09）年度 |          | 926000   |                   | [ 28 ]        |
| 1998（平成10）年度 |          | 859000   |                   | [ 28 ]        |
| 1999（平成11）年度 |          | 789000   |                   | [ 28 ]        |
| 2000（平成12）年度 |          | 765000   |                   | [ 28 ]        |
| 2001（平成13）年度 |          | 758000   |                   | [ 28 ]        |
| 2002（平成14）年度 |          | 665000   |                   | [ 28 ]        |
| 2003（平成15）年度 |          | 607000   |                   | [ 28 ]        |
| 2004（平成16）年度 |          | 587000   | 1625              | [ 28 ] [ 29 ] |
| 2005（平成17）年度 |          | 568000   | 1576              | [ 28 ] [ 29 ] |
| 2006（平成18）年度 |          | 531000   | 1472              | [ 28 ] [ 29 ] |
| 2007（平成19）年度 |          | 531000   | 1471              | [ 28 ] [ 29 ] |
| 2008（平成20）年度 |          | 517000   | 1434              | [ 28 ] [ 29 ] |
| 2009（平成21）年度 |          | 492000   | 1365              | [ 28 ] [ 29 ] |
| 2010（平成22）年度 |          | 497000   | 1378              | [ 28 ] [ 30 ] |
| 2011（平成23）年度 |          | 478000   | 1322              | [ 28 ] [ 30 ] |
| 2012（平成24）年度 |          | 462000   | 1281              | [ 28 ] [ 30 ] |
| 2013（平成25）年度 |          | 473000   | 1311              | [ 28 ] [ 30 ] |
| 2014（平成26）年度 |          |          | 1250              | [ 30 ]        |
| 2015（平成27）年度 |          |          | 1271              | [ 30 ]        |
| 2016（平成28）年度 |          |          | 1270              | [ 30 ]        |
| 2017（平成29）年度 |          |          | 1255              | [ 30 ]        |
| 2018（平成30）年度 |          |          |                   |               |
| 2019（令和元）年度 |          |          | 1281              | [ 31 ]        |
| 2020（令和02）年度 |          |          | 1012              | [ 32 ]        |
| 2021（令和03）年度 |          |          | 1047              | [ 33 ]        |

斜体の値は千人単位（千人未満四捨五入）

## 駅周辺

### 主な施設
周辺は御嵩町の中心部である。役場や裁判所へは徒歩10分程度。鬼岩公園へはタクシーかふれあい予約バスに乗り換え。

### バス路線
ふれあいバス
御嵩町のコミュニティバスで、東鉄バスに運行業務を委託している。本数は少ない。
ふれあい予約バス（かみのごう線）
右回り5便・左回り4便を、それぞれ2時間間隔で運行。土休運休。利用30分前までの予約が必要。
みたけE-COバス
2009年10月1日より日曜日を除き、みたけE-COバスと呼ばれる電車利用促進の無料バスが南山台やグリーンテクノみたけへ試験的に運行されている。

## 隣の駅
名古屋鉄道
HM 広見線（新可児〜御嵩）
御嵩口駅（HM09） - 御嵩駅（HM10）